# Nonnus rufus
Nonnus rufus là một loài tò vò trong họ Ichneumonidae.